# George-Étienne Cartier

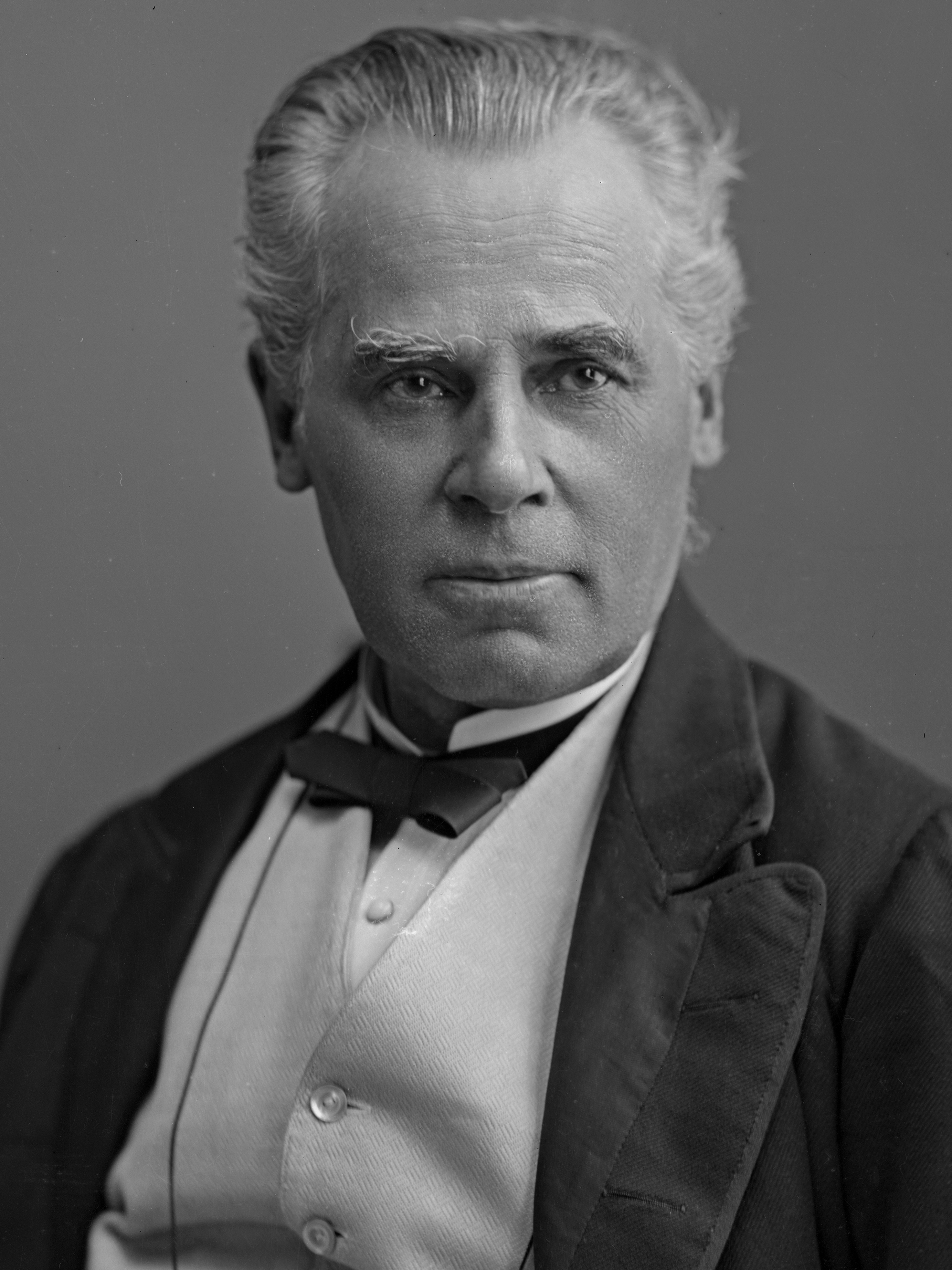
George-Étienne Cartier

Sir George-Étienne Cartier, KCMG, PC (* 6. September 1814 in Saint-Antoine-sur-Richelieu, Niederkanada (Québec); † 20. Mai 1873 in London, Großbritannien) war ein kanadischer frankophoner Politiker. Von 1857 bis 1862 war er Premierminister der Provinz Kanada. Cartier förderte den Bau von Eisenbahnen und gehört als einer der Väter der Konföderation zu den Wegbereitern des 1867 gegründeten kanadischen Bundesstaates. Sein Hauptverdienst ist dabei die Integration der französischsprachigen Provinz Québec in das mehrheitlich englischsprachige Kanada. Von 1867 bis zu seinem Tod war er Kanadas erster Verteidigungsminister.

## Biografie

### Frühe Jahre
Cartier entstammte einer wohlhabenden Familie von Getreidehändlern. Die englische Form seines ersten Vornamens ist darauf zurückzuführen, dass er zu Ehren des britischen Königs Georg III. George genannt wurde. Seine Ausbildung erhielt er am Collège de Montréal, einem katholischen Internat. Zu seiner Zeit existierten noch keine Rechtsfakultäten, so dass zukünftige Rechtsanwälte nach bestandener Aufnahmeprüfung ihr Wissen als Angestellte eines etablierten Rechtsanwalts aneignen konnten. 1835 erhielt Cartier die Zulassung. Er engagierte sich in der Bewegung der Patriotes, die liberale und demokratische Reformen in Niederkanada forderte. 1834 gehörte er zu den Gründungsmitgliedern der Société Saint-Jean-Baptiste de Montréal, die sich bis heute für die Bewahrung der frankokanadischen Kultur einsetzt; 1854/55 war er deren Präsident.
Inspiriert durch den Reformer Louis-Joseph Papineau, trat Cartier der paramilitärischen Organisation Société des Fils de la Liberté bei. Er beteiligte sich während der Niederkanada-Rebellion von 1837 an der Schlacht von Saint-Denis, bei der die britischen Truppen zurückgeschlagen wurden. Kurz darauf musste er nach Vermont ins Exil fliehen, um einer Verhaftung zu entgehen. Aufgrund einer allgemeinen Amnestie konnte Cartier 1839 nach Montreal zurückkehren und wieder seine Tätigkeit als Rechtsanwalt aufnehmen. Er wurde politisch aktiv und leitete die Wahlkämpfe von Louis-Hippolyte La Fontaine.

### Politische Karriere in der Provinz Kanada
1848 gewann Cartier eine Nachwahl und zog ins Parlament der Provinz Kanada ein. Er beschäftigte sich hauptsächlich mit dem Ausbau des Eisenbahnnetzes und präsidierte die Eisenbahnkommission. 1852 brachte er eine Gesetzesvorlage ein, die zur Gründung der Grand Trunk Railway führte. Im Januar 1855 wurde Cartier in die Regierung berufen, wo er das Amt des Provinzsekretärs für Niederkanada übernahm. Ab Mai 1856 amtierte er als Attorney General.
Nach dem Rücktritt von Étienne-Paschal Taché wurde Cartier am 26. November 1857 zum neuen Co-Premierminister gewählt, zusammen mit dem für Oberkanada zuständigen John Macdonald. Dieses Amt übte er bis zum 24. Mai 1862 aus. Während dieser Zeit blieb er weiterhin als Attorney General tätig. Im August 1858 kam es zu einer Regierungskrise, als das Parlament Königin Victorias Entscheidung, Ottawa zur neuen permanenten Hauptstadt zu erklären, nicht mittragen wollte und die Macdonald-Cartier-Regierung, die ihr die Empfehlung gegeben hatte, mit einem Misstrauensvotum stürzte. Die neue Regierung hielt sich jedoch nur vier Tage lang, woraufhin Cartier und Macdonald wieder die Regierungsverantwortung übernahmen.
Cartier sah in einem Zusammenschluss der britischen Kolonien zu einem gemeinsamen Staat die beste Möglichkeit, politische Reformen durchzusetzen. Auch wollte er dadurch den US-amerikanischen Expansionismus zurückdrängen, da er eine Marginalisierung der frankokanadischen Kultur befürchtete. So präsentierte er 1858 in London der britischen Regierung einen entsprechenden Vorschlag, der jedoch vorerst ignoriert wurde. Er spielte eine führende Rolle bei der Reformierung des Rechtssystems, was in Niederkanada die Ära des halbfeudalen Grundherrschaftssystems beendete und zur Übernahme des Code civil in der späteren Provinz Québec führte.
Im Februar 1864 hielt Cartier als Oppositionsführer im Parlament eine 13-stündige Rede, in der er die gesamte Politik der Regierung heftig kritisierte. John Sandfield Macdonald und Antoine-Aimé Dorion traten daraufhin als Co-Premierminister zurück. Er lehnte es ab, vom Generalgouverneur zum neuen Regierungschef ernannt zu werden, trat aber als Attorney General in der Regierung ein. Zusammen mit John Macdonald und George Brown führte Cartier die Große Koalition an, die auf eine Vereinigung der britischen Kolonien hinarbeitete. Er nahm an den Konferenzen von Charlottetown, Québec und London teil, an denen seine Ideen für einen föderalen Bundesstaat Zustimmung fanden.

### Verteidigungsminister
Nach der Gründung der Kanadischen Konföderation am 1. Juli 1867 gehörte Cartier der ersten kanadischen Bundesregierung, unter Macdonald, an und wurde zum Minister für Milizen und Verteidigung ernannt. Doppelmandate auf Bundes- und Provinzebene waren damals noch erlaubt und er wurde sowohl ins Unterhaus als auch ins Parlament der Provinz Québec gewählt. Cartiers Bedeutung ging über jene eines einfachen Ministers hinaus. Als rechte Hand von Premierminister Macdonald war er hauptverantwortlich für die Verhandlungen mit Großbritannien und der Hudson’s Bay Company über den Kauf von Ruperts Land und des Nordwestlichen Territoriums durch den kanadischen Staat. Er nahm auch an den Verhandlungen teil, die zum Beitritt der Provinzen Manitoba und British Columbia führten. 1872 brachte er die Gesetzesvorlage zur Schaffung der Canadian Pacific Railway ein.

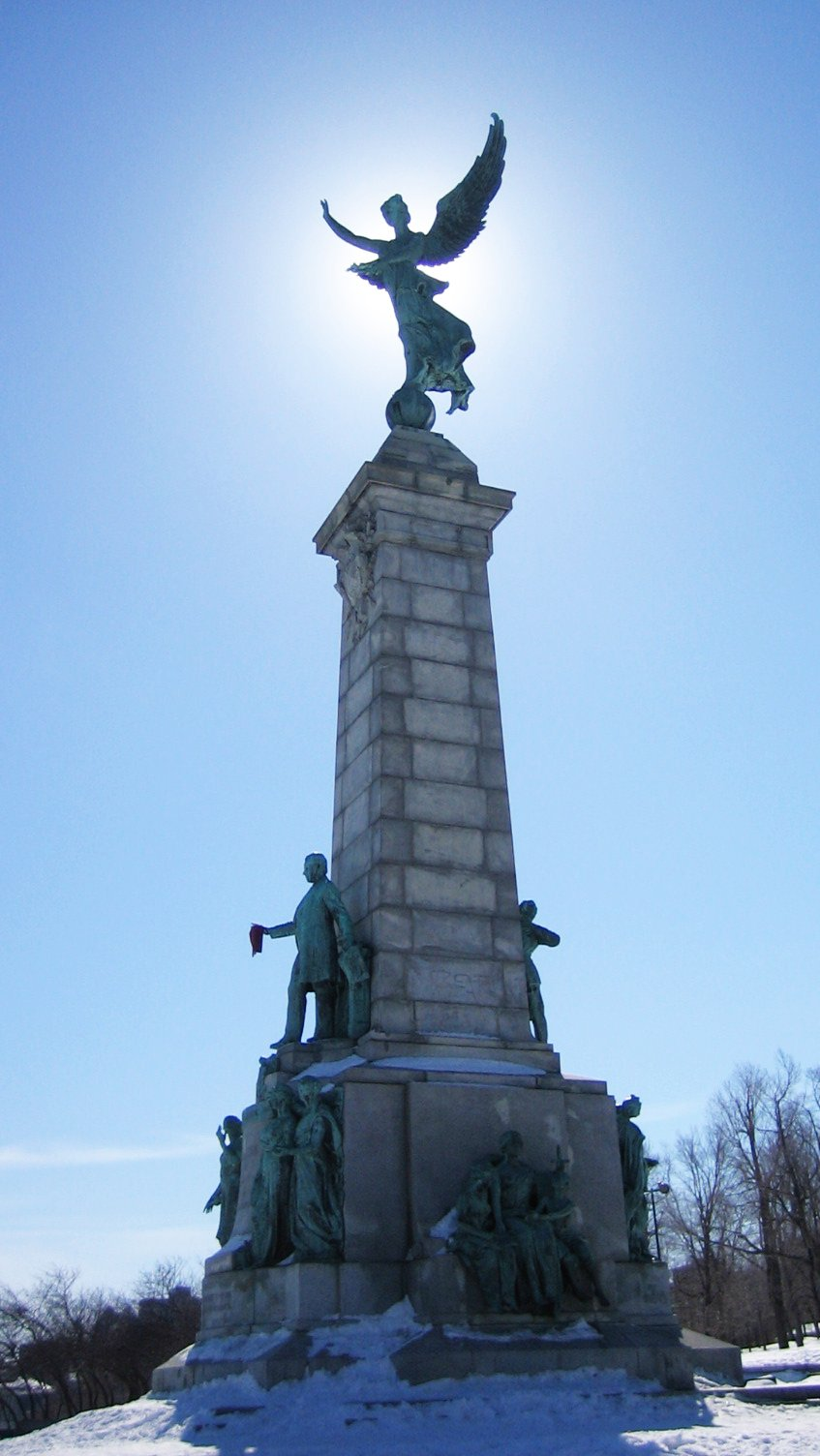
Cartier-Monument in Montreal

Bei der Unterhauswahl 1872 verlor Cartier sein Unterhausmandat an Louis-Amable Jetté. Da die Wahl an verschiedenen Terminen stattfanden, entschloss er sich, in der Provinz Manitoba im Wahlkreis Provencher anzutreten. Die zwei anderen Kandidaten, darunter Louis Riel, der Anführer der Red-River-Rebellion, zogen sich zurück. Cartier wurde daraufhin per Akklamation gewählt, ohne den Wahlkreis jemals besucht zu haben. Vor allem sein Versprechen, sich für Riels Amnestie einzusetzen, dürfte dazu beigetragen haben.
Im April 1873 wurde enthüllt, dass die Bundesregierung als Gegenleistung für die Auftragsvergabe zum Bau der Canadian Pacific Railway an ein Konsortium um Hugh Allan Bestechungsgelder angenommen hatte. Cartier selbst hatte ebenfalls eine hohe Geldsumme erhalten, doch die Auswirkungen des Pacific-Skandals erlebte er nicht mehr. Bereits ein halbes Jahr zuvor war er nach London gereist, um ein schweres Nierenleiden behandeln zu lassen. Dort starb er am 20. Mai 1873 im Alter von 58 Jahren. Der Leichnam wurde nach Kanada überführt und in Montreal auf dem Friedhof Notre-Dame-des-Neiges beigesetzt.

## Ehrungen
Am 20. Mai 1937 ehrte die kanadische Regierung, vertreten durch den für das Historic Sites and Monuments Board of Canada zuständigen Minister, Cartier und erklärte ihn zu einer „Person von nationaler historischer Bedeutung“.
Der Highway 401, die wichtigste Autobahn des Landes, trägt den Namen Macdonald-Cartier Freeway. Ebenfalls nach diesen beiden Gründervätern Kanadas sind der Ottawa Macdonald-Cartier International Airport und die Macdonald-Cartier-Brücke zwischen Ottawa und Gatineau benannt. Den Namen Cartier tragen zahlreiche Straßen und Schulen sowie eine U-Bahn-Station in der Stadt Laval. In Montreal erinnern das George-Étienne-Cartier-Monument und das George-Étienne-Cartier-Haus an ihn.